# Lenka Dusilová
Lenka Dusilová (* 28. prosince 1975 Karlovy Vary) je česká zpěvačka.

## Hudební kariéra

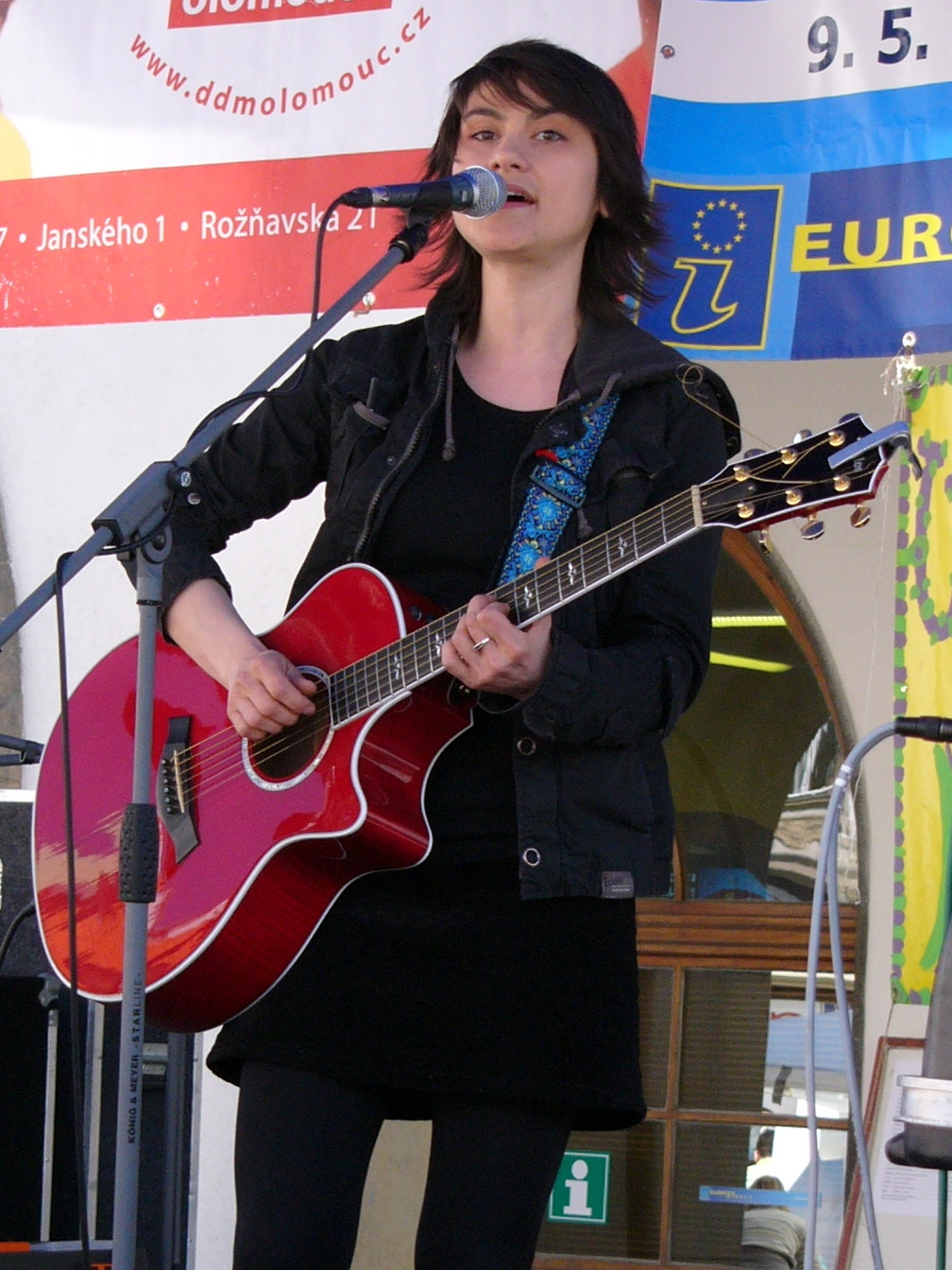
Lenka Dusilová (2008)

Lenka Dusilová začala s hudební kariérou už v 10 letech, kdy se představila na folkovém festivalu s básní Adolfa Heyduka, kterou sama zhudebnila. V roce 1988 nastoupila do legendárního pěveckého souboru Bambini di Praga.
V letech 1991–95 byla frontmankou pražské rockové skupiny Sluníčko, se kterou vydala stejnojmenné album a v roce 1994 vyhrála hudební soutěž Marlboro Rock In. Kapela také zahájila hudební festival Open Air Gampell ve Švýcarsku. Akademie populární hudby v roce 1994 nominovala Lenku na cenu „Objev roku“.
V roce 1993 spolupracovala ve svých necelých 18 letech s Dušanem Vozárym na projektu Déva, ve stejném roce se přidala k projektu bratrů Vozáryových s názvem Lorien. Hlas Lenky Dusilové je slyšet například v písni Snad. Dušan Vozáry se při představování alba Déva ve Slovenské televizi zmínil o Lence Dusilové jako o děvčeti, které bude jednou hodně slavné. 
V letech 1994–1997 spolupracovala se skupinou Lucie, s jehož frontmanem (David Koller) po odchodu ze Sluníčka založila skupinu Pusa. Jejich skladba „Muka“ byla nominována na cenu Anděl v roce 1996. Spolupráce s tehdy stále kontroverzním Danielem Landou na písní Holka magor v roce 1998, jí podle ní pomohla v době, kdy měla problémy s drogami.
V roce 2000 vyhrává cenu Anděl v kategorii Nejlepší zpěvačka. Od roku 2000 byla čtenáři hudebního časopisu Report opakovaně volena jako nejlepší zpěvačka roku. Po zahájení sólové dráhy začala také spolupracovat s folk-rockovou skupinou Čechomor. Hostovala na jejím přelomovém albu Proměny, které produkoval skladatel Jaz Coleman a který o ní mluvil jako o „velkém talentu“. Duet Dusilové a Franty Černého z Čechomoru na úvodní skladbě alba se v roce 2001 usadil v hitparádách na několik měsíců a byl zvolen Skladbou roku na udělování cen Anděl. Album Proměny se stalo platinové a získalo cenu Anděl za Album roku.
V současnosti hraje kromě sólových koncertů i se svojí doprovodnou kapelou Baromantika ve složení:
- Klávesové nástroje, vokály – Beata Hlavenková
- Klávesové nástroje, samply, kotle, vokály – Viliam Béreš
- elektrická a basová kytara – Patrick Karpentski
- bicí, samply – Martin Novák

### 2005:Mezi světy
Album Mezi světy, vydané v roce 2005 u vydavatelství Universal Music (CZ), během pár týdnů od vydání získalo status zlaté desky. Mezi světy obdrželo v roce 2006 cenu Akademie populární hudby Anděl v kategorii „Nejlepší rocková deska“ a Lenka získala cenu v kategorii „Nejlepší zpěvačka“. Desku produkoval americký producent Ben Yonas z Coast Recorders v San Francisku a New Yorku společně s Dusilovou a kytaristou Martinem Ledvinou. Na desce hostovali renomovaní hudebníci ze San Franciska – Jon Evans (basová kytara) a Scott Amendola (bicí).

### 2008: Eternal Seekers
V roce 2008 společně s Beatou Hlavenkovou a klarinetovým kvartetem Clarinet Factory zakládá novou formaci Eternal Seekers, s kterou ve stejný rok natočili a vydali eponymní album Eternal Seekers, za které Lenka získala v roce 2009 cenu Akademie populární hudby Anděl v kategorii „Nejlepší zpěvačka“.

### Zima
Lenka Dusilová se účastnila v experimentálním audio projektu Zima, kde ztvárnila jednu z hlavních rolí.

### Baromantika
V roce 2014 vydala Lenka Dusilová album V hodině smrti, které nahrála spolu s kapelou Baromantika. iReport označil tento počin za jeden z nejlepších za rok 2014, nicméně upozornil, že je na první poslech těžko uchopitelné a je spíše věnováno náročnějším posluchačům.

## Diskografie
Sluníčko
- Sluníčko (1994)

Pusa
- Pusa (1996)

Sólová alba
- Lenka Dusilová (2000)
- Spatřit světlo světa (2002)
- UnEarthEd (2004)
- Mezi světy (2005)
- Mezi světy (US verze) (2006)
- Eternal Seekers (2008; s Clarinet Factory a Beatou Hlavenkovou)
- Baromantika (2011)[4]
- Lenka Dusilová a Baromantika: Live at Café v lese (2013)
- Lenka Dusilová a Baromantika: V hodině smrti (2014)
- Řeka (2020)

Hostování a spolupráce
- Déva (Dušan Vozáry) (1993)
- Lorien (Bratři Vozáryové) (1993), (píseň Snad)
- Lucie (1994–1997)
- Daniel Landa – Smrtihlav (1998) (píseň Holka Magor, Fet, Krvavá parta, Houmles)
- Čechomor (2000) – Proměny
- Wohnout – Polib si dědu, Rande s panem Bendou (píseň Rayda)
- Vertigo quintet
- Jan Burian – Dívčí válka (2006) (píseň Anna a její věšáci).
- Michal Hrůza - Bílá velryba (2007) - Píseň kovbojská
- Květy, album Myjau (2009) a V čajové konvici (2011)
- Václav Neckář, Dobrý časy (2012), (píseň Na Rafandě)
- Lucie (2014)

## Ocenění a nominace
1994
- Nominace Akademie populární hudby za „Objev roku“.

1996
- Nominace na cenu Akademie populární hudby „Skladba roku“ za skladbu Muka.

2000
- Cena Akademie populární hudby „Zpěvačka roku“.

2006
- Cena Akademie populární hudby „Album roku rock“ za album Mezi světya.
- Cena Akademie populární hudby „Zpěvačka roku“.
- Nominace na cenu televize Óčko „Nejlepší domácí zpěvačka“.

2007
- Nominace na cenu Akademie populární hudby „Zpěvačka roku“.

2008
- Cena Akademie populární hudby „Zpěvačka roku“ za album Eternal Seekers.

2011
- Cena Akademie populární hudby „Zpěvačka roku“ za album Baromantika.

2013
- Cena Akademie populární hudby „Zpěvačka roku“ za album café V lese.

2020
- Cena Akademie populární hudby „Album roku“ za album Řeka.
- Cena Akademie populární hudby „Skladba roku“ za píseň Vlákna.
- Cena Akademie populární hudby „Sólová interpretka roku“ za album Řeka.
- Nominace na cenu Akademie populární hudby „Alternativa a elektronika“ za album Řeka.